# Juan Carlos Chávez
Juan Carlos Chávez Zárate (18 gennaio 1967) è un allenatore di calcio ed ex calciatore messicano, di ruolo centrocampista.
Ha partecipato a Stati Uniti 1994.

## Carriera

### Club
Ha giocato prevalentemente nell'Atlas, e si è ritirato a soli 31 anni nel Pachuca.

### Nazionale
Ha giocato dal 1993 al 1994 con la nazionale di calcio messicana, partecipando al campionato del mondo 1994.

## Palmarès

### Giocatore

#### Competizioni nazionali
- Campionato messicano: 1

Pachuca: Invierno 1999